# 5386 Bajaja
5386 Bajaja este un asteroid din centura principală, descoperit pe 1 octombrie 1975, de Observatorio Félix Aguilar.